# Nicole Berline
Nicole Berline (1944) é uma matemática francesa.
Berline estudou matemática de 1963 a 1966 na École normale supérieure de jeunes filles e esteve em 1966/1967 em um intercâmbio na Universidade Estatal de Moscou. A partir de 1967 lecionou na ENS de Jeunes Filles e a partir de 1971 pesquisou no Centre national de la recherche scientifique (CNRS, como Attachée de recherches). Obteve um doutorado em 1974 na Universidade de Paris, orientada por Jacques Dixmier, com a tese Ideaux primitifs dans les algebres enveloppantes. Em 1976/1977 foi professora visitante na Universidade da Califórnia em Berkeley. Em 1977 foi professora da Universidade de Rennes e de 1984 até aposentar-se em outubro de 2009 lecionou na École polytechnique.

## Obras
- com Ezra Getzler e Michèle Vergne, Heat Kernels and Dirac Operators, Grundlehren der mathematischen Wissenschaften 298, Springer Verlag 1992, 2004